# 憲俊
憲俊（けんしゅん、1978年12月2日 - ）は、日本の俳優、タレント。愛知県名古屋市出身。身長172 cm、体重62 Kg、血液型O型。芸名は自身の祖父の名前から一字採ったものという。2023年6月株式会社フォワード所属。

## 来歴
1996年、高校を卒業した頃、当時の人気番組「ボキャブラ天国」に感化されお笑い芸人になると決意。東京に行くという大願のためアルバイト漬けの生活を送る。
1998年、当時の相方に「芝居が下手」と言われたことに腹を立て、某劇団のオーディションに挑戦し、「勢いだけで特待生」として入団。芝居の楽しさに触れる。入団直後、相方とけんか別れをしたこともあり、「自分には芝居しかない」と決めつけ、役者になることを決意。
2000年、タレントオフィスともだちに所属。この事務所で深山義夫と出会い師事する。
2003年、当時コンビを組んでいた福井博章と上京を決意。しかし、「愛・地球博」瀬戸日本館で公演された『群読 叙事詩劇・一粒の種』で共にメイン役を勝ち取ったため、上京を延期。この舞台がきっかけで福井博章は東京の事務所からスカウトをされるが、上京後も付き合いが深く、同じアパートの隣同士に住むこととなる。上京直後、「愛・地球博」の時の振付師・謝珠栄から声をかけられてTSミュージカルファンデーションの舞台『ミス再婚』で代役を務め、同年上演された『AKURO』にも出演した。また、『ミス再婚』に出演していた香寿たつきの計らいで、年末に上演された『コリオレイナス』（蜷川カンパニー）で御付きをする。
同時期に名古屋時代の先輩の紹介で同郷である近藤芳正と出会い、近藤の劇団・ダンダンブエノによる2006年の舞台『トリデ〜砦〜』に代役で参加、以降はドラマや映画の現場に同行するなどした。この舞台で坂井真紀と出会い、後に付き人となる。
2009年、東京で演劇活動をしていた時に全国初のおもてなし武将隊として創設された名古屋おもてなし武将隊のオーディションに挑戦し、織田信長役に選ばれる。役だけに留まらず、演出や殺陣、脚本も手掛け、2012年3月の卒業まで活動。
2011年、リーダーとして演劇ユニット「SCANP」を立ち上げる。
2012年、全国の武将隊から選抜されたおもてなし武将隊JAPANの一員として東日本大震災チャリティーソングを歌った。同隊での活動は、2015年4月の活動休止に伴い終了。
名古屋おもてなし武将隊を卒業後は、名古屋テレビの『ドデスカ!』や東海テレビの『ぷれサタ!』においてリポーターを務める一方、地元のケーブルテレビ局・スターキャットの情報番組『まちバル』において、演劇ユニット「SCANP」として2013年3月までMCを担当。
2013年、小牧山城築城450年記念事業で小牧市の観光大使として委嘱された。10月には名古屋のタレント事務所「セントラルジャパン」に所属し、一部マネジメントを委託した。
2018年、名古屋のタレント事務所「セントラルジャパン」を退所。
2019年4月、名古屋市議会議員選挙熱田区選挙区に地域政党減税日本の公認候補として出馬（届け出名は、芸名である「憲俊」）したが、定数2名に対し立候補者4名中の3位にとどまり、落選。
2023年5月、株式会社フォワードと専属契約。

## 出演

### テレビドラマ
- 中学生日記（NHK）[3]
- キッズ・ウォー5（CBC、2003年）
- 老いてこそなを（NHK、2003年）[3]
- ことぶきウォーズ（CBC、2004年）[19][20]
- みちくさ（NHK、2006年）[21]
- サンタさんの贈り物（CTY）
- 名古屋行き最終列車（メ〜テレ、2012年）[22]
- そんなこんなで女は走る（東海テレビ、2013年） - 戸山孝徳 役[23]
- 各務原よ 大使を抱け!（メ〜テレ、2013年）
- 名古屋行き最終列車（メ〜テレ、2013年）
- 名古屋行き最終列車（メ〜テレ、2014年）
- 忘れっぽいハムレット（テレビ愛知、2024年） - 蜂須賀仁 役[24]

### ラジオ番組
- 納屋橋憲俊（MID-FM）

### ラジオドラマ
- 復讐ゲーム（NHK、2002）
- さよならよ、こんにちは（NHK、2005）

### 映画
- 「ビルと動物園」（2008年）
- 「フランケンウィニー」（2012年）
- 「百年の恋」（2014年）
- 「オシニ」（2015年）
- 「戦国の勝者」（2015年）
- 「オシンニジャーＸ」（2016年）
- 「ぬが・びん・さん２」（2017年）
- 「ざ・ロードショー THE MOVIE」（2020年）
- 「火々」（2021年）
- 「鋼音色の空の彼方へ」（2022年）
- 「淡々幽風」（2022年）
- 「死神」（2023年）
- 「バラシファイト」（2023年）
- 「BISHU ~世界でいちばん優しい服~」（2024年公開）

### 舞台
- 「想稿 銀河鉄道の夜」 作/北村想 演出/山本恵三（2002年）
- 「砂に消えたラブレター」 作・演出/伊沢勉（2003年）
- 「美しき者の伝説」 作/宮本研 演出/深山義夫（2003年）
- 「有頂天時代」 作/演出/コンドルズ（2003年）
- 「マチノヒト」 作/演出/劇団翔航群（2003年）
- 「Turn of TV」 作/演出  弥富又八(2004年)
- 「Café station kenzi」 作/演出 北村想（2004年）
- 「時代横町」 作/演出 麻創恵子（2004年）
- 「ファイティング・マザー」（名古屋振興賞受賞作） 作/唐沢伊万里 演出/深山義夫（2004年）
- 「ハーフムーン」 作/唐沢伊万里 演出/深山義夫（2005年）
- 「群読 叙事詩劇・一粒の種」 作/演出 J.Aシーザー 振付/謝珠栄（愛・地球博 瀬戸日本館、2005年）
- 「ミス再婚」（2006年）
- 「AKURO」 作/大谷美智男 演出/謝珠栄（2006年）
- 「〜古夜〜イニシエナイト〜」 作/及川猛広 演出/稲垣雅之（2007年）
- 「息子」 作/小山内薫 演出/深山義夫（2010年）
- 「〜絆〜陣笠物語」 作/憲俊 脚色/演出 毛利亘宏（2011年）
- 「陽の訪れのように」 作/辻井寛 演出/西山諒（2011年）
- 「SCANP　ZERO」 作/演出 憲俊（2011年）
- 「〜絆〜悠久の彼方へ」 作/憲俊 脚色/演出 毛利亘宏（2012年）
- 「SCANP　ONE〜ロッカールーム〜」 作/演出 憲俊（2012年）
- 「リバースヒストリカ」 作/pnish 脚色・演出/佐野大樹（2012年）
- 「SCANP　TWO」 作/演出 憲俊（2013年）
- 「深川安楽亭」作/山本周五郎 演出/深山義夫（2013年）
- 「SCANP TRHEE〜てーるらんぷ〜」作/演出 憲俊(2014年）
- 「SCANP FOUR〜登場人物に〜」作/平塚直隆　演出/小森耕太郎（2014年）
- 「友達」作/阿部公房 演出/平塚直隆　（2014年）
- 「話グルマ」 作/山田佳奈 演出/近藤芳正（2015年）
- 「SCANP FIVE〜桃太郎〜」作/宮谷達也 演出/小森耕太郎（2015年）
- 「桃太郎狂言記〜西尾編〜」演出/憲俊（2015年）
- 「バーＭＡ・ＫＡ・Ｏ」作/荒井公介 演出/憲俊（2016年）
- 「ＳＣＡＮＰ　ＳＩＸ～壬生浪士無頼伝～」作/宮谷達也 演出/小森耕太郎（2016年）
- 「コウの花嫁」 作/演出  えのもとぐりむ（2016年）
- 「ＬＤＫ　ミディアム」作/演出 開沼豊（2016年）
- 「蛇の亜種」作/えのもとぐりむ 演出/私オム（2016年）
- 「ＴＲＩＣＫ　OR　TRUTH」作/演出 高梨由（2017年）
- 「SCANP6.5～コント作品集～」作/中内こもる・荒井公介 演出/憲俊（2017年）
- 「ソウサイノチチル」作/演出 えのもとぐりむ（2017年）
- 「SCANP　SEVEN～南方の兄弟」作/宮谷達也 演出/小森耕太郎（2017年）
- 「コウフクロウ」 作/演出  えのもとぐりむ（2017年）
- 円盤ライダー「66〜ロクロク〜」 作/菅野臣太朗  演出/渡部将之 星ヶ丘フリンジ演劇祭（2017年）
- 俳優館「森は生きている」 演出  ふじたあさや（2017年）
- flying  trip「ウソトリドリ」作/演出 春間伸一（2018年）
- SCANP本公演「SCANP EIGHT〜ばけもののかくれんぼ〜」原案 /憲俊  脚本/演出  えのもとぐりむ （2018年）
- 「ゴミノクワイ」主演/松田大輔 作/演出  えのもとぐり （2018年）
- 「アイスベリーバグ」主演/宮迫博之 作/演出  えのもとぐりむ （2018年）
- 「trust」作/演出  渡辺一正（2018年）
- 「円盤ライダー「66-2〜ロクロク〜」作/菅野臣太朗  演出/渡部将之 星ヶ丘フリンジ演劇祭（2018年）
- 「TRUCE」作/演出  渡部将之（2018年）
- 「SCANP8.5～TIME TRAIN～」作/長戸勝彦  演出/憲俊（2019年）
- 「カナリアカメレオン」作/演出  えのもとぐりむ（2019年）
- 「SCANP ～NINE〜桃太郎狂言記〜」原案/憲俊 作/宮谷達也 演出/小森耕太郎（2019年）
- 「ブレメン」 作/榎原伊知良   演出/渡部将之 （2019年）
- 「ラクダ」作/演出　八代将弥（2020年）
- 「はーどのっくホテル」 作/演出　ばんたくや（2020年）
- 「SURVIVORS〜Werewolf in prison〜」作/演出　憲俊（2020年）
- 「SURVIVORS 2〜Werewolf of him〜」作/八代将弥　演出/憲俊（2020年）
- 「ざ・ロードショー」 作/演出　ばんたくや（2020年）
- 「SURVIVORS 3〜Werewolf in prison〜」作/演出　憲俊（2021年）
- 「~15~Fifteen」 主催/円盤ライダー 作・演出/ばんたくや （2021年）
- 「SCANP10~バルボア!~」 作/ばんたくや 演出/憲俊 （2021年）
- 「SURVIVORS~人狼演劇in ZOOM Werewolf in prison」 作・演出/憲俊（2021年）
- 「SCANP12~#UTAGE~」 作/清水宏 演出/憲俊 （2022年）
- 「日本語おじさん辞典」 作・演出/平塚直隆 （2022年）
- 「裸王 ~アンデルセン「裸の王様」より~」作・演出　八代将弥（2023年）
- 「祟りの祀り」 （2024年）
- 「SCANP14〜壬生浪士無頼伝〜」 （2024年）
- 「世代交代」 （2024年）
- 「十二人の怒れる男」（2025年公演予定）[25]

### テレビ
- 東海テレビ「ぷれサタ」（2012年4月 - 2013年3月）
- メーテレ「ドデスカ！」
  - 「信長が行く」（2012年4月 - 2012年10月)
  - 「信ごはん!」（2012年10月 - 2013年3月）
  - 「珍地名ハンター 憲俊が行く!」
  - 「目指せ!! 一万人の応援団」（2013年4月 - 2013年12月）
- 中京テレビ「PS」
  - 「前略、国道沿いから」（2012年6月 - 2012年10月）
- NHK名古屋放送局「さらさらサラダ」
  - 「この道どこまで」 （2012年5月 - 2012年3月）
- スターキャット「まちバル」 （2012年4月 - 2013年3月）
- キャッチ「昭和やろまい館」

### CM
- アルペン（2012年）
- ホットロード（2013年）
- KDDI（2013年）
- 日産（2017年）

### コラム
- 朝日新聞（2012年4月 - 2013年3月）
- スパイマスター（2011年9月 - 2012年3月）